# Успение Богородично (Каландра)
Вижте пояснителната страница за други значения на Успение Богородично.
„Успение Богородично“ или „Света Богородица“ (на гръцки: Κοίμηση της Θεοτόκου) е възрожденска православна църква, разположена на полуостров Касандра в село Каландра.
Църквата е главен енорийски храм на селото. Основният камък е положен в 1820 година, а е открита на 29 април 1860 година. В 2001 година е обновена и изписана и наново открита през януари 2002 година от митрополит Никодим Касандрийски. Базилика е и има интересна архитектура.
Царските икона са „Христос Вседържител“ (1864), „Света Богородица Елеуса“ (1864), „Успение Богородично“ (края на XIX век), „Свети Йоан Предтеча“ (1865), „Преображение Господне“ (1868), „Свети Николай“ (1865), „Въведение Богородично“ (1876) и „Свети Трима Светители“ (1876). Иконата на владишкия трон „Христос Велик архиерей“ е от 1898 година.
В 1994 година църквата е обявена за паметник на културата.